# Wetterau (région historique)

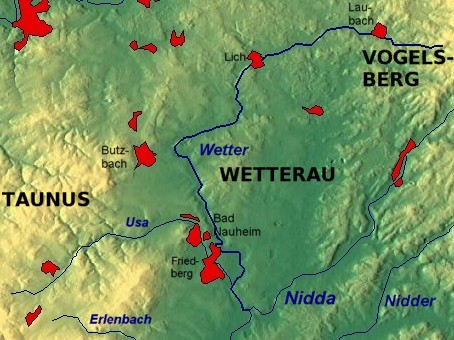
Carte topographique.

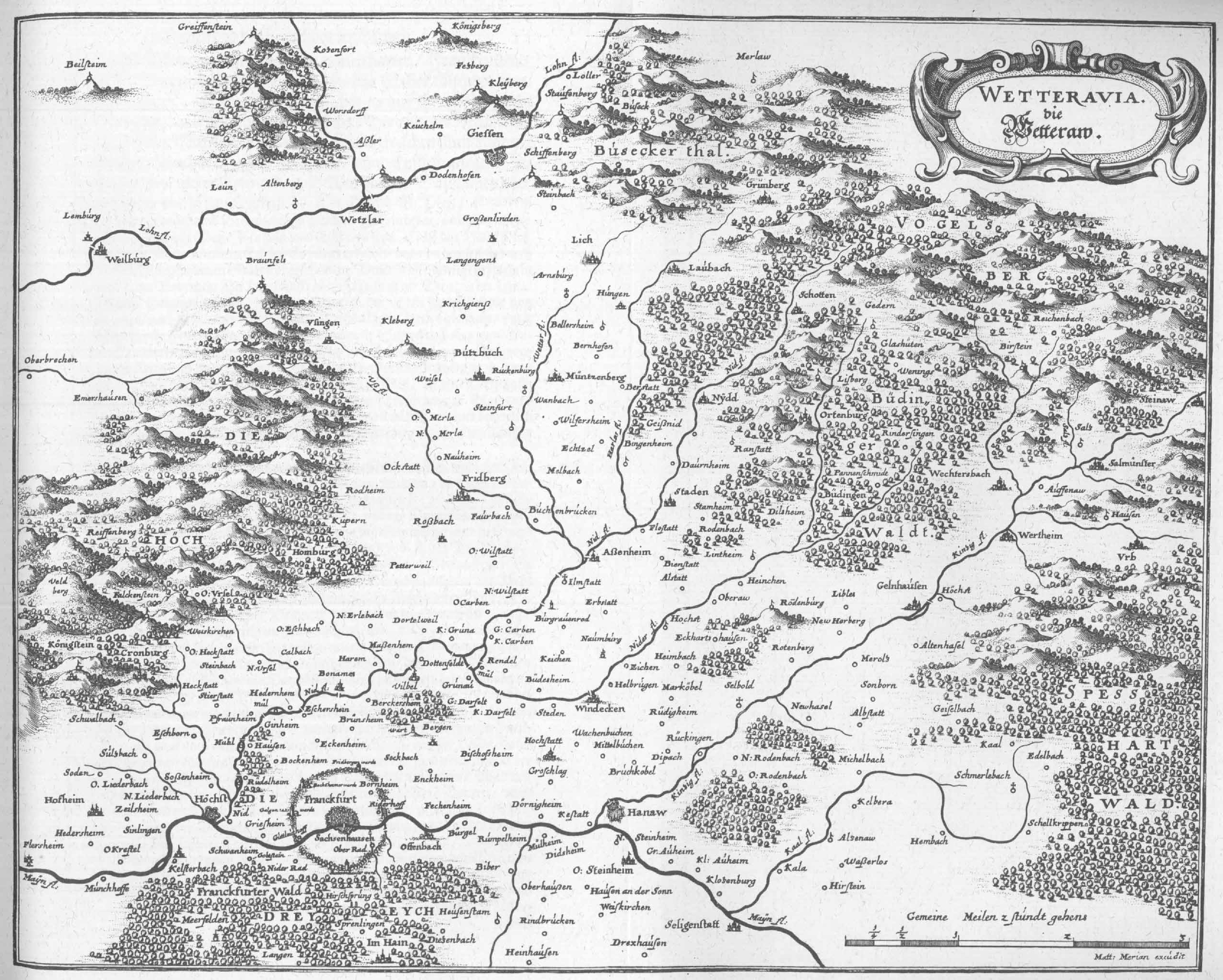
Gravure de la Wetteravia par Matthäus Merian.

La Wetterau, appelée anciennement en français la Vettéravie, est une région historique de l'actuel land de Hesse en Allemagne, au nord-est de Francfort. Sous le Saint-Empire romain germanique, elle se trouvait dans le Cercle du Bas-Rhin-Westphalie, entre les pays de Hesse, de Westphalie et de Franconie.
Située à l'est du Taunus et au sud-ouest du Vogelsberg, c'est une plaine fertile légèrement ondulée, arrosée par la Wetter qui lui donne son nom, et par la Lahn, qui, en coulant d'est en ouest, la partage en deux parties relativement égales. La partie septentrionale porte quelquefois le nom de Westerwald.
Historiquement, elle comprenait le Lahngau (en) inférieur, les deux Rheingau, le Maingau, Usingen, Wiesbaden, le comté de Kœnigstein-en-Wettéravie, les deux comtés de Katzenelnbogen, Eppstein, Hanau, Mayence, Francfort-sur-le-Main, Wetzlar, Hellenhaufen et Friedberg.
Au sein de la Diète d'Empire, le banc de Wetterau était l'un des quatre collèges entre lesquels étaient répartis les comtes d'Empire.

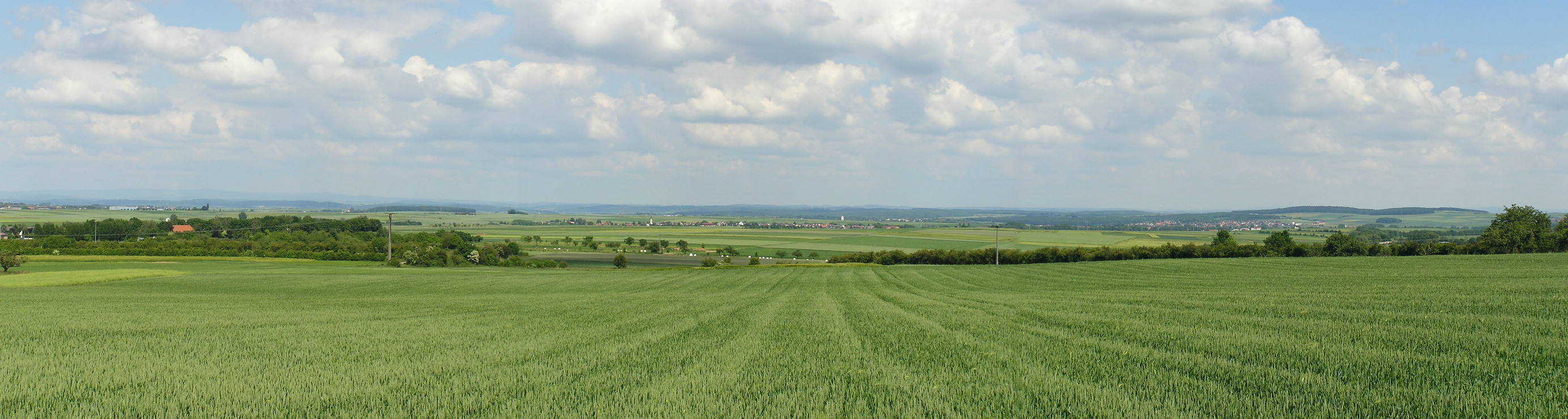
La Wetterau, vue de l'ouest.